# هارفي هيس
هارفي هيس (بالإنجليزية: Harvey Hess)‏ هو شاعر أمريكي، ولد في 14 فبراير 1939 في واترلو في الولايات المتحدة، وتوفي بنفس المكان في 18 يوليو 2012.